# Secutor hanedai
Secutor hanedai är en fiskart som beskrevs av Kenji Mochizuki och Hayashi, 1989. Secutor hanedai ingår i släktet Secutor och familjen Leiognathidae. IUCN kategoriserar arten globalt som livskraftig. Inga underarter finns listade i Catalogue of Life.